# هوارد كوستيجان
هوارد كوستيجان هو سياسي أمريكي، ولد في 1904، وتوفي في 1985. نشط حزبياً في الحزب الديمقراطي.